# Al-Hasahisa
Al-Hasahisa – miasto w Sudanie, w prowincji Al-Dżazira. Według danych szacunkowych na rok 2008 liczyło 47 408 mieszkańców.